# 拉康什
拉康什（法語：Lacanche，法語發音：[lakɑ̃ʃ]）是法国科多尔省的一个市镇，位于该省南部偏西，属于博讷区。

## 地理
拉康什（47°4'30"N, 4°33'34"E）面积7.16 平方千米，位于法国勃艮第-弗朗什-孔泰大區科多尔省，该省份为法国中东部省份，北起奥布省，西接涅夫勒省和约讷省，南至索恩-卢瓦尔省，东南接汝拉省，东临上索恩省，东北部与上马恩省接壤。
与拉康什接壤的市镇（或旧市镇、城区）包括：富瓦西、圣皮埃尔昂沃、托米雷、昂蒂尼城、尚皮尼奥勒、马利尼。

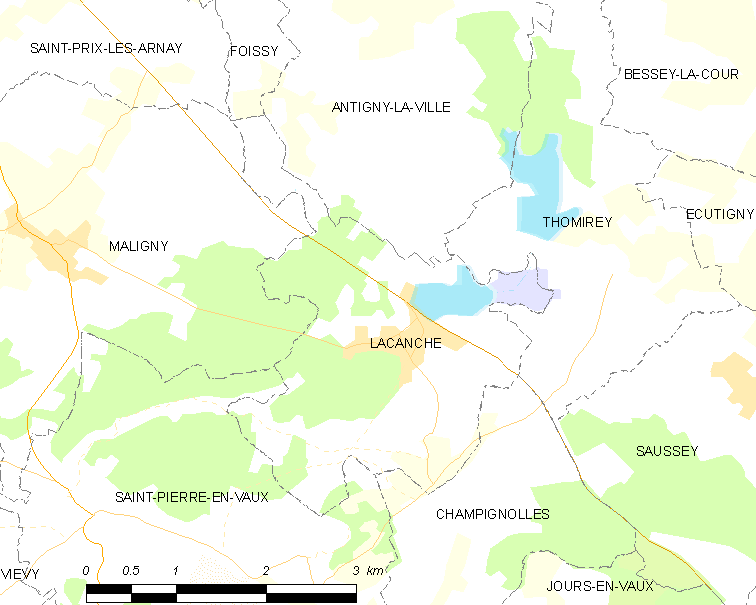
拉康什的OSM定位图

拉康什的时区为UTC+01:00、UTC+02:00（夏令时）。

## 行政
拉康什的邮政编码为21230，INSEE市镇编码为21334。

## 政治
拉康什所属的省级选区为阿尔奈勒迪克县。

## 人口

1962-2008年间拉康什人口变化图示

拉康什于2022年1月1日时的人口数量为477人。